# Фостер, Поп
Кларенс Фрэнсис «Поп» Фостер (англ. Clarence Francis «Pop» Foster, 4 апреля 1878, Нью-Хейвен, Коннектикут — 16 апреля 1944, Принстон, Нью-Джерси) — американский бейсболист, выступавший на позиции аутфилдера. Выступал на протяжении восемнадцати лет, четыре сезона отыграл в МЛБ.

## Биография
Профессиональную карьеру начал в составе «Нью-Йорк Джайентс» в 1898 году. Всего провёл в составе «Гигантов» три сезона, сыграл 147 матчей. Лучшим для него стал сезон 1899 года, в котором он сделал 89 хитов и 3 хоум-рана.
Чемпионат 1901 года Фостер отыграл за «Вашингтон Сенаторз». Несмотря на удачную игру в нападении (27,8 % отбивания; 109 хитов и 6 хоум-ранов), 9 сентября клуб расторг с ним контракт. Остаток сезона он доиграл в составе «Чикаго Уайт Стокингс».
Всего за четыре сезона в Главной лиге бейсбола Фостер провёл 262 матча.
После 1901 года он продолжил свою карьеру в различных командах младших лиг. Играл в Провиденсе, Монреале, Квебеке, Бриджпорте и Нью-Арке. В 1907—1908 годах был тренером «Ланкастер Ред Роузес».
В сезоне 1912/13 также был тренером баскетбольной команды Йельского университета.